# Île des Sœurs
Pour le quartier, voir L'Île-des-Sœurs.
L’île des Sœurs est une grande île canadienne du Québec située dans le fleuve Saint-Laurent, au sein de l'archipel d'Hochelaga, qui comprend notamment l'île de Montréal. Administrativement, elle abrite le quartier L'Île-des-Sœurs de l'arrondissement montréalais de Verdun.  

## Géographie
L'île mesure 3 km de long par 1 km de large. Elle est séparée de l'île de Montréal par un étroit passage de 300 m de largeur, vis-à-vis de Verdun. Elle est inclinée du Sud-Ouest (en amont) au Nord-Est (en aval).
L'île a été modifiée par l'homme. Des îlets à proximité ont été reliées à l'île par remblayage. La superficie de l'île a été augmentée de 40 pour cent. Un marais a été transformé en lac par creusage.

## Histoire

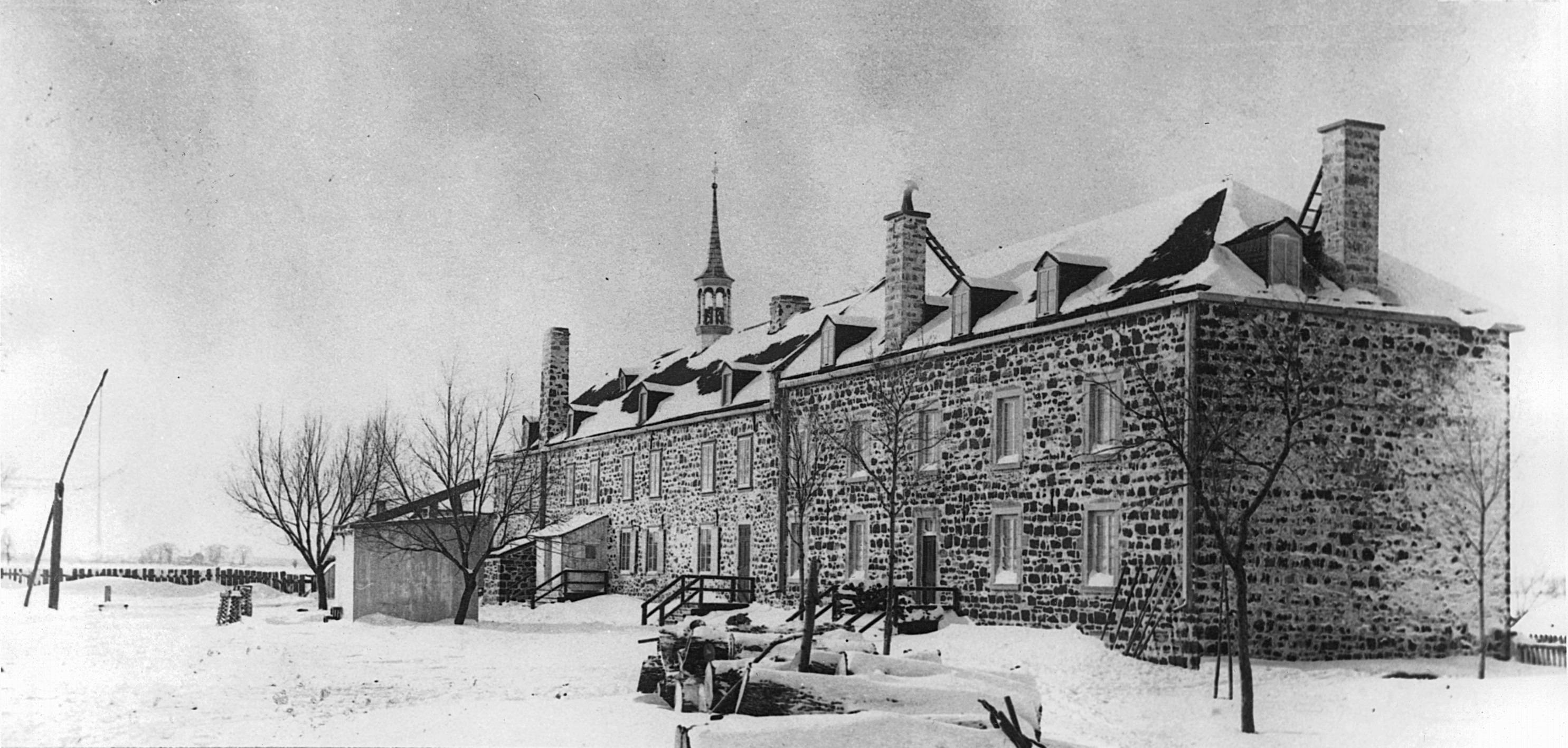
Bâtiment de la Congrégation Notre-Dame, île Saint-Paul, vers 1865

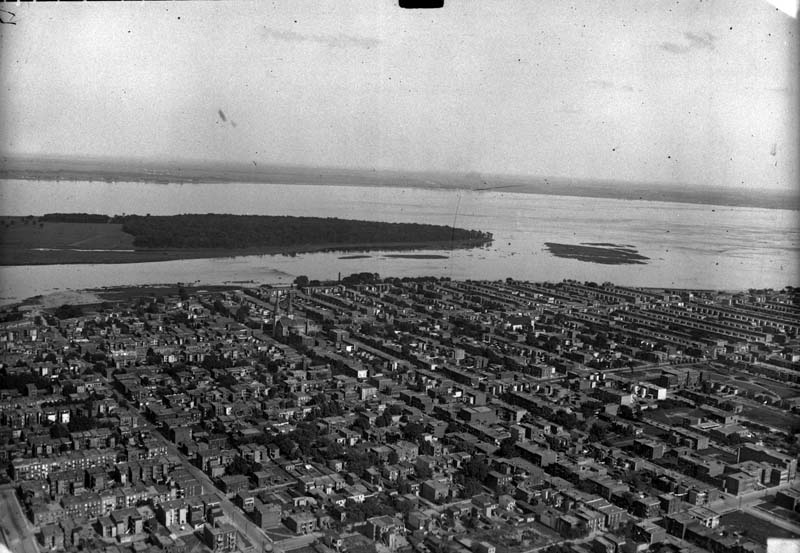
Verdun et de l'île des Sœurs, encore en partie boisée, en 1927.

Bien que connue depuis longtemps par les Premières Nations, comme le reste de l'archipel d'Hochelaga, la première mention écrite de l'île est rédigée par Samuel de Champlain en 1603. L'île est plus tard baptisée île Saint-Paul, en référence à Paul de Chomedey de Maisonneuve, cofondateur de Montréal. Elle est mentionnée en 1634 comme propriété de Jean de Lauson, qui deviendra gouverneur de la Nouvelle-France de 1651 à 1656. En 1664, l'île est divisée en trois : le Nord-Est à Jacques Le Ber, le Centre au sieur de Lanoue, et le Sud-Ouest à Jean Baptiste Lavigne, qui cèdera quatre ans plus tard sa partie à Marie Leber, frère du premier. 
En 1706, les sœurs de la Congrégation Notre-Dame achètent une portion du fief Lanoue (centre) et du fief Saint-Paul (parties réunies des Le Ber). Elles possèdent la totalité de l'île en 1769, toujours appelée Saint-Paul. L'île est alors en partie habitée par un troupeau de vaches de 35 têtes. Le transport se fait en canot depuis Pointe-Saint-Charles. En 1875, lors de la constitution de la municipalité de Verdun, les Sœurs sont toujours propriétaires de l'île, qui devient territoire municipal donc taxable, ce qui amènera des conflits entre la Congrégation et la Ville. En 1899, Félix-Gabriel Marchand, premier ministre du Québec, détache la gestion de l'île, qui commence à s'appeler île des Sœurs, de l'autorité de Verdun et crée une nouvelle municipalité indépendante. L'île est vendue en 1956 à une compagnie, la Quebec Home and Mortgage Corporation Ltd. L'île est aussitôt annexée à Verdun par le gouvernement de Maurice Duplessis. L'ouverture du pont Champlain, en 1962, ouvre l'île à la circulation automobile, jusqu'alors seulement accessible par barque. Avec la complétion de l'autoroute Bonaventure en 1967, l'urbanisation de l'île peut commencer à grande échelle avec l'implantation de 800 unités d'habitation et de 3000 résidents en 1968. L'architecte Harold Ship avait élaboré plusieurs plans directeurs architecturaux pour l'île, mais aucun d'entre eux n'a été réalisé. Cependant, Mies van der Rohe y réalise notamment quelques tours d'habitation ainsi qu'une station-service.